# Jane Trepp
Jane Trepp (* 13. März 1988 in Tallinn, damals Estnische SSR, Sowjetunion) ist eine estnische Schwimmerin. Ihre Hauptstrecken sind die kurzen Brust- und Freistilstrecken sowie das Lagenschwimmen. Mit dem Gewinn der Silbermedaille bei den Kurzbahneuropameisterschaften 2009 in Istanbul wurde sie die erste estnische Medaillengewinnerin bei Kurzbahneuropameisterschaften.

## Werdegang
Trepp gewann ihren ersten estnischen Meistertitel über 50 Meter Brust 2003 und bestritt ihren ersten internationalen Wettkampf bei den Junioreneuropameisterschaften 2003 in Glasgow. Dort gewann sie hinter Daniela Götz und Jeanette Ottesen die Bronzemedaille über 50 Meter Freistil. Über 50 Meter bzw. 100 Meter Brust wurde sie Siebente und Zehnte. Daraufhin wurde sie für die Kurzbahneuropameisterschaften 2003 in Dublin nominiert. Bei ihren ersten internationalen Meisterschaften bei den Senioren gelang ihr der Einzug in die Finals über 50 Meter Brust und 100 Meter Lagen. Sie belegte dort die Plätze acht und sieben. Auch mit der estnischen Lagenstaffel erreichte sie das Finale. Das estnische Quartett musste sich jedoch dort mit dem letzten Platz begnügen. Auch auf der 50-Meter-Bahn erreichte sie bei den Schwimmeuropameisterschaften 2004 in Madrid das Finale über 50 Meter Brust, wo sie jedoch den letzten Platz belegte. Bei den Junioreneuropameisterschaften 2004 in Lissabon wiederholte sie das Resultat des Vorjahres und gewann erneut die Bronzemedaille über 50 Meter Freistil. Über 50 Meter Brust wurde sie als Zweite des Vorlaufes im Halbfinale disqualifiziert. In Indianapolis verpasste sie bei den Kurzbahnweltmeisterschaften 2004 über 50 Meter Brust als Neunte des Halbfinals knapp die Qualifikation für den Finallauf. Über 100 Meter Brust wurde sie 22. Auch bei den Kurzbahneuropameisterschaften 2004 in Wien verpasste sie als 12. den Einzug in das Finale über 50 Meter Brust. Über die 100 Meter Lagen schied sie als 24. im Vorlauf aus. Ein Jahr später konnte Trepp ihre Leistungen auf der kurzen Lagenstrecke steigern und erreichte bei der Kurzbahneuropameisterschaften 2005 in Trieste den neunten Platz. Trepp nahm als einzige estnische Starterin an den Kurzbahnweltmeisterschaften 2006 in Shanghai teil. Über 50 Meter Brust wurde sie Zwölfe und 18 über 100 Meter Lagen. Bei den Schwimmeuropameisterschaften 2006 in Budapest schied sie bei all ihren Starts schon in den Vorläufen aus. 2007 wechselte die mehrfache estnische Meisterin in die USA und tritt seitdem für das Damenschwimmteam der Louisiana State University an. In den darauf folgenden Jahren nahm Trepp an keinen internationalen Meisterschaften teil. Erst 2009 bei der Universiade in Belgrad kehrte die Psychologiestudentin auf die internationale Bühne zurück, schied jedoch über 50 Meter Schmetterling und 100 Meter Brust schon in den Vorläufen aus. Auch bei den Schwimmweltmeisterschaften 2009 in Rom kam sie bei all ihren Starts nicht über die Vorläufe hinaus. Sie verbesserte dabei jedoch die estnischen Rekorde über 50 Meter und 100 Meter Brust. Umso überraschender waren ihre Resultate bei Kurzbahneuropameisterschaften 2009 in Istanbul. Nachdem sie schon über 50 Meter Freistil den zwölften Platz belegt hatte, erreichte sie über 50 Meter Brust mit der drittbesten Zeit das Finale. Dort gewann sie überraschend die Silbermedaille hinter Moniek Nijhuis und wurde somit erste estnische Medaillengewinnerin bei Kurzbahneuropameisterschaften. Sie verbesserte dabei den estnischen Rekord auf 29,82 Sekunden. Auch über 100 Meter Lager verbesserte sie ihren estnischen Rekord, stand im Finale und belegte den fünften Platz. Über 100 Meter Brust wurde sie mit neuem estnischen Rekord 27. Bei den Schwimmeuropameisterschaften 2010 in Budapest konnte sie ihre Leistungssteigerungen nicht fortsetzen und erreichte nicht die Halbfinalläufe. Zwei Wochen später startete sie bei den Kurzbahnweltmeisterschaften 2010 in Dubai über die 100 Meter Lagen und erreichte souverän das Finale, wo sie mit Platz vier knapp an einer Medaille vorbei schwamm.

## Rekorde
Jane Trepps Bestleistungen auf der 25-Meter-Bahn
| Strecke       | Zeit    | Datum             | Ort      | Anmerkung         |
| ------------- | ------- | ----------------- | -------- | ----------------- |
| 50 m Freistil | 24,55   | 13. Dezember 2009 | Istanbul |                   |
| 50 m Brust    | 29,82   | 10. Dezember 2009 | Istanbul | estnischer Rekord |
| 100 m Brust   | 1.07,73 | 12. Dezember 2009 | Istanbul | estnischer Rekord |
| 100 m Lagen   | 59,33   | 11. Dezember 2009 | Istanbul | estnischer Rekord |

Jane Trepp Bestleistungen auf der 50-Meter-Bahn
| Strecke       | Zeit    | Datum             | Ort     | Anmerkung         |
| ------------- | ------- | ----------------- | ------- | ----------------- |
| 50 m Freistil | 26,08   | 18. Dezember 2009 | Tallinn |                   |
| 50 m Brust    | 31,32   | 1. August 2009    | Rom     | estnischer Rekord |
| 100 m Brust   | 1.10,61 | 27. Juli 2009     | Rom     | estnischer Rekord |